# Естадио Антонио Одоне Саруби
Естадио Антонио Одоне Саруби (на испански: Estadio Antonio Oddone Sarubbi) е футболен стадион в Сиудад дел Есте, Парагвай. На него играе домакинските си мачове отборът на Терсеро де Фебреро. Капацитетът му е 28.000 зрители, размерите на терена са 100 x 66 м. Кръстен е на подполковник Антонио Одоне Саруби, герой от войната за Гран Чако. Прякорът на стадиона е Бастиона на изтока. Преди домакинтсвото на Парагвай на Копа Америка 1999 стадионът е ремонтиран основно.